# Pseudopolycentropodidae
Pseudopolycentropodidae (лат.) — семейство вымерших насекомых отряда Mecoptera. Впервые описано Хандлиршем в 1925 году.

## Распространение
Древнейшие Pseudopolycentropodidae найдены в отложениях позднего триаса, наиболее поздние находки отмечены из мелового бирманского янтаря. Некоторые представители семейства имели хоботки, предположительно использовавшиеся для кровососания.

## Систематика
Включает в себя 5 родов. Вместе с семействами Aneuretopsychidae, Mesopsychidae, Nedubroviidae включено в подотряд Aneuretopsychina. В 2019 году был описан род Dualula, который выделили в отдельное семейство Dualulidae, но уже в 2020 году его свели в синонимы к Pseudopolycentropodidae.
- Dualula[2][4]
  - Dualula kachinensis Lin et al. 2019
- Pseudopolycentropus
  - Pseudopolycentropus daohugouensis, Pseudopolycentropus janeannae, Pseudopolycentropus latipennis, Pseudopolycentropus madygenicus, Pseudopolycentropus novokshonovi, Pseudopolycentropus obtusus, Pseudopolycentropus perlaeformis, Pseudopolycentropus triangularis, Pseudopolycentropus triasicus
- Pseudopolycentropodes
  - Pseudopolycentropodes virginicus
- Parapolycentropus
  - Parapolycentropus burmiticus, Parapolycentropus paraburmiticus
- Sinopolycentropus
  - Sinopolycentropus rasnitsyni — вид насекомых живших в юрском периоде на территории Китая. Описан в 2011 году[5].